# Carbonate
Carbonate és una localitat i comune italiana de la província de Como, regió de la Llombardia, amb 2.818 habitants.

## Evolució demogràfica
| Gràfica d'evolució de Carbonate entre 1861 i 2001 |
|                                                   |